# Andrzej z Sadowia
Andrzej z Sadowia (zm. w 1452) – doktor dekretów, rektor Akademii Krakowskiej w latach 1450-1451

## Życiorys
Mógł pochodzić ze szlacheckiego rodu, był synem Tomasza i miał brata Piotra o którym wiadomo, że spłacał długi Andrzeja. Pochodził z Sadowia w diecezji krakowskiej. W 1429 był bakałarzem sztuk wyzwolonych, nie ma żadnych adnotacji o studiach prawniczych, ale odnotowano, że 17 lipca 1449 zapłacił 3 floreny za dyplom doktora dekretów. W 1443 został proboszczem w Irządzach.
W latach 1450–1451 piastował godność rektora Akademii Krakowskiej. Równocześnie kierował katedrą tzw. nowego prawa, gdzie wykładano, między innymi szóstą księgę dekretów papieża Bonifacego VIII oraz konstytucję papieża Klemensa V W marcu 1452 zrezygnował z katedry dekretów, którą po nim objął jego wychowanek Wojciech z Łyśca. Andrzej z Sadowia zmarł z końcem 1452 i został pochowany w katedrze wawelskiej.